# Sally Elizabeth Carlson
Sally Elizabeth Carlson (Minneapolis, 2 de outubro de 1896 – Minneapolis, 1 de novembro de 2000) foi uma matemática estadunidense, a primeira mulher e uma das duas primeiras pessoas a obter um doutorado em matemática na Universidade de Minnesota.

## Formação e carreira
Carlson nasceu em Minneapolis em uma grande família de imigrantes suecos da classe trabalhadora. Ela se tornou a oradora da turma do segundo grau em 1913, formou-se na Universidade de Minnesota em 1917, onde obteve um mestrado em 1918. Depois de lecionar matemática por dois anos, voltou a estudar em 1920, obtendo um Ph.D. em Minnesota em 1924, orientada por Dunham Jackson, com a tese em análise funcional On The Convergence of Certain Methods of Closest Approximation.

## Carreira e contribuições
Entrou para o corpo docente de Minnesota e lá permaneceu até sua aposentadoria em 1965 como professora titular. Não tem registro de orientação de teses de doutorado, e publicou poucas pesquisas após o trabalho de sua própria tese. No entanto, orientou vários alunos de mestrado e foi descrita como mentora por Margaret Pearl Martin, que completou seu doutorado em Minnesota em 1944.

## Reconhecimentos
Carlson recebeu um Distinguished Teacher Award em Minnesota. Após sua morte em 2000, a biblioteca da Universidade de Minnesota a celebrou em uma exposição intitulada "Elizabeth Carlson, notable alumna".